# Huis te Riviere
Huis te Riviere (ook wel genoemd Huis Mathenesse of Slot Mathenesse) is het oudste bekende rechthoekige kasteel in het graafschap Holland. Het kasteel is gebouwd door Aleid van Holland in 1262 en stond in Schiedam (Zuid-Holland); restanten zijn te vinden aan de Broersvest in Schiedam.
De naam "Huis Mathenesse" verwijst naar de naam van de ambachtsheerlijkheid, Mathenesse, die Aleid van Holland in 1260 van Dirk van Bokel kocht.
Restanten van de donjon, die deel uitmaakte van dit kasteel, zijn te zien in het centrum van Schiedam naast het Schiedamse stadskantoor aan de Broersvest. De ruïne is niet te bezichtigen, maar kan vanaf de openbare weg bekeken worden.
Naast de ruïne is in 1997 een kunstwerk met de beeltenis van Aleid van Holland geplaatst ('Vrouwe Aleida').
Het kasteel werd gesticht door gravin Aleid van Holland, dochter van Floris IV en zuster van Graaf Willem II die sneuvelde op 28 januari 1256 te Hoogwoud. Gravin Aleida huwde met Jan van Avesnes. Zij bouwde als tol voor de Maas een donjon. Deze werd verder uitgebouwd met een ringmuur en een licht schuin overhoekse toren. Van deze toren naar de donjon liep een, mogelijk overdekte, loopbrug. De donjon maakt aan de voet een enigszins verzakte indruk. Tijdens de bouw ging de donjon verzakken door een kreekje dat daar onder de grond liep. De bodem, weliswaar verland doch drassig door de veenachtige grondstructuur, kon de zware fundering niet dragen. De toren werd deels afgebroken en herbouwd. Na de verwoesting door de legers van Willem Nagel in 1426 werd het kasteel in een meer bewoonbare staat hersteld.

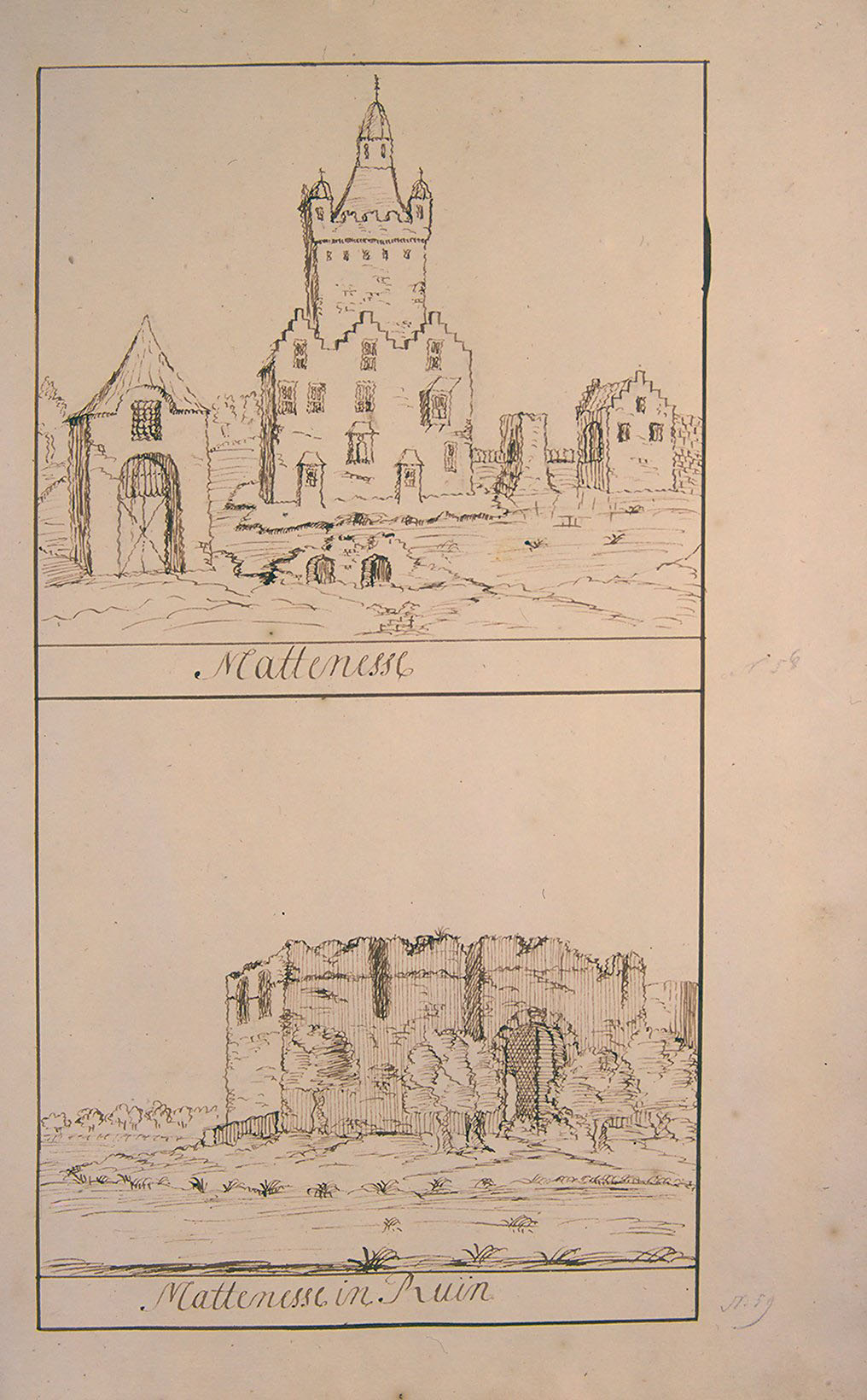
Tekening van Andries Schoemaker circa 1700

De voorburcht vertoonde overeenkomsten met de voorburcht van de Doornenburg te Bemmel in de Betuwe. Na het herstel werd er een hof geplaatst. De toegang tussen hoofdburcht en hof werd gevormd door een loopbrug zoals landmeter Potter weergaf in een kaart die behoorde bij het Heilige Geestgasthuis. Deze kaart bevindt zich nu in het gemeentearchief van Schiedam.
Jarenlang heeft de ruïne vrij gestaan in het centrum van de stad. Na archeologische opgravingen door het BOOR werd het stadskantoor uitgebreid op het terrein naast de ruïne. Het stadskantoor benadert de ruïne aan twee kanten tot slechts enkele meters.